# Епархия Вольтерры
Епархия Вольтерры (лат. Dioecesis Volaterrana, итал. Diocesi di Volterra) епархия Римско-католической церкви, в составе митрополии Пизы, входящей в церковную область Тоскана. В настоящее время епархией управляет епископ Альберто Сильвано.
Клир епархии включает 66 священников (55 епархиальных и 11 монашествующих священников), 1 диакон, 14 монахов, 96 монахинь.
Адрес епархии: Via Roma 13, 56048 Volterra [Pisa], Italia.

## Территория
В юрисдикцию епархии распространяется на 88 приходов в 5 провинциях Тосканы – Пиза, Флоренция, Сиена, Ливорно и Гроссето.
Все приходы епархии объединены в 6 деканатов: Вольтерра, Вальдельса, Вальдера, Альта-Вальдичечина, Басса Вальдичечина и Борачифера.
Кафедра епископа находится в городе Вольтерра в церкви Санта Мария Ассунта.

## История
Первых миссионеров в этрусский город Вольтерра направил Папа Лин, выросший в этом городе. Первое документальное свидетельство о существовании кафедры в Вольтерре относится к V веку.
При епископе Рожерио Гизальбертини в начале XI века был восстановлен собор. С 1171 по 1184 год архиерейскую кафедру занимал Святой Гуго Саладини, убеждённый защитник прав Церкви и основатель коллегии для клириков. В том же XI веке епископы Вольтерры получили титулы имперских князей Священной Римской империи и графов-палатинов Тосканы и привилегии чеканить монету, утверждать консулов и подеста, узаконивать бастардов, назначать графов, судей и нотариусов.
При епископе Пагано делль Арденгеска в 1213 году временная власть в городе осуществлялась архиереем. Впоследствии епископы Вольтерры пытались закрепить за собой такое положение вплоть до времени епископа Раньери Бельфорти в 1301 году.
В 1592 году часть территории епархии отошла к новой епархии Колле-ди-Валь-д'Эльса.
В XVIII веке епископ Джузеппе Дюмениль, по прошению населения, был арестован и заточен в Замок Ангела в Риме, где пробыл вплоть до своей смерти. Вместо епископа на кафедру был назначен апостольский администратор.
В 1782 году препозитура Сан-Джиминьяно также была передана епархии Колле-ди-Валь-д'Эльса.
1 августа 1856 года буллой Ubi primum Папы Пия IX епархия, до этого непосредственно подчинявшаяся Святому Престолу, вошла в состав митрополии Пизы. Тогда же епископам Вольтерры была дана привилегия ношения мантии.
В 1954 году епархия передала часть своей территории архиепархии Сиены.
23 сентября 1989 года Вольтерру с пастырским визитом посетил Папа Иоанн Павел II.

## Ординарии епархии
| - Опилион (V век); - Евманций (V век); - Евхаристий (492 — 495); - Эльпидий (496 — 504); - святой Иуст (556); - Лев (566); - Геминиан (649); - Марциан (676 - 680); - Аматор (681); - Гвидо I; - Гавденциан (686 — 691); - Пётр (698); - Гаугин I (706); - Грипп (715); - Фома (752); - Андрей I (820); - Пётр I (826 — 845); - Андрей II (845 — 853); - Гаугин II (874 — 882); - Альбоин (901 — 908); - Аделард (918 — 929); - Бозон (943 — 959); - Пётр II (967 — 983); - Бенедетто (985); - Пётр III (987 — 999); - Бенедетто I (1000 — 1014); - Гунфредо (1014 — 25.8.1037); - Гвидо II (1039 — 1061); - Эриманно (1064 — 1077); - Гвидо III (1078); - Раньери (1190); - Пётр IV (1099); - Роджерио Гизальбертини (1099 — 1131); - Крешенцио Маркези (1134 — 13.8.1136); - Одальмарио Адимари (1137 — 1148); - Гвидо IV (1148); - Гальгано Панноккьески (1150 — 1171); - Святой Уго Саладини (1173 — 8.9.1184); - Ильдебрандо Панноккьески (1184 — 1212); - Пагано делль Арденгеска (1212 — 1239); - Гальгано (1244 — 1251) — цистерцианец; - Раньери I Убертини (1.4.1251 — 1260); - Альберто Сколари (21.1.1261 — 1270); - Раньери II Убертини (28.5.1273 — 1301); - Раньери Бельфорти (22.12.1301 — 26.11.1320); - Райнуччо Аллегретти (9.2.1320 — 1348); - Филиппо Бельфорти (10.7.1348 — 20.8.1358); - Альмерико Кати (3.10.1358 — 18.8.1361) — назначен епископом Болоньи; - Пьетро Корсини (18.3.1362 — 1.9.1363) — назначен епископом Флоренции; - Андреа Кодони или Святой Джироламо (11.12.1363 — 19.12.1373) — назначен епископом Трикарико; - Лючо да Гальи (9.1.1374 — 1375); | - Симоне Пагани (14.3.1375 — 1384) — назначен епископом Форли; - Онофрио Висдомини (28.3.1384 — 15.5.1390) — августинец-еремит, назначен епископом Флоренции - Антонио Чиполлони (11.2.1390 — 24.3.1396) — доминиканец, назначен епископом Эджины; - Джованни Риччи (24.3.1396 — 1398); - Лодовико Альотти (1.6.1398 — 6.4.1411); - Якопо Спини (15.4.1411 — 2.8.1411); - Сьефано дель Буоно (27.8.1411 — 10.9.1435); - Роберто Адимари (24.10.1435 — 1439); - Роберто Кавальканти (27.4.1440 — 25.2.1450); - Джованни Нерони Диотисальви (27.2.1450 — 22.3.1462) — назначен архиепископом Флоренции; - Уголино Джуньи (22.3.1462 — 25.4.1470); - Антонио дельи Альи (30.4.1470 — 1477); - Франческо Содерини (11.3.1478 — 23.5.1509); - Джулиано Содерини (23.5.1509 — 12.6.1514) — назначен епископом Сайнтес; - Франческо делла Ровере (12.6.1514 — 12.1.1530) — назначен архиепископом Беневенто; - Джованни Сальвиати (20.7.1530 — 15.11.1531) — апостольский администратор; - Джованни Маттео Сиртори (15.11.1531 — 1545); - Бенедетто Нерли (22.6.1545 — 1565); - Алессандро Строцци (3.4.1566 — 4.4.1568); - Людовико Антинори (2.8.1568 — 15.1.1574) — назначен епископом Пистои; - Марко Сарачини (15.1.1574 — 21.9.1574); - Гвидо Сергвиди (8.10.1574 — 1.5.1598); - Люка Алеманни (7.8.1598 — 1617); - Бернардо Ингирами (12.6.1617 — 5.6.1633); - Никколо Саккетти (25.9.1634 — 8.6.1650); - Джованни Джерини (19.9.1650 — 22.9.1653) — назначен епископом Пистои; - Орацио дельи Альбицци (5.7.1655 — 28.1.1675); - Карло Филиппо Сфондрати (12.7.1677 — 11.5.1680) — барнабит; - Оттавио Дель Россо (14.4.1681 — 31.12.1714); - Лодовико Мария Пандольфини (15.12.1715 — 18.5.1746); - Джузеппе Дюмениль (6.5.1748 — 24.3.1781); - Алессандро Галлетти (1781 — 2.6.1782); - Луиджи Буонамичи (23.9.1782 — 2.5.1791); - Раньери Алльята (19.12.1791 — 6.10.1806) — назначен архиепископом Пизы; - Джузеппе Гаэтано Инконтри (6.10.1806 — 15.4.1848); - Фердинандо Бальданци (10.4.1851 — 28.9.1855) — назначен архиепископом Сиены; - Джузеппе Тарджони (3.8.1857 — 17.4.1873); - Фердинандо Каппони (26.7.1873 — 18.11.1881) — назначен епископом-коадъютером Пизы; - Джузеппе Джелли (27.3.1882 — 1908); - Эмануэле Миньоне (27.12.1908 — 18.12.1919) — назначен епископом Ареццо; - Раффаэле Карло Росси (22.4.1920 — 7.7.1923) — босой кармелит, назначен официалом Священной Конгрегации Консистории; - Данте Мария Мунератти (20.12.1923 — 20.10.1942) — салезианец; - Антонио Баньоли (17.8.1943 — 8.4.1954) — назначен епископом Фьезоле; - Марио Исмаэле Кастеллано (24.8.1954 — 3.8.1956) — доминиканец; - Марино Бергонцини (12.1.1957 — 5.6.1970) — назначен епископом-коадъютером Фаэнцы; - Sede vacante (1970—1975); - Роберто Карниелло (7.10.1975 — 5.3.1985); - Васко Джузеппе Бертелли (25.5.1985 — 18.3.2000); - Мансуэто Бьянки (18.3.2000 — 4.11.2006) — назначен епископом Пистои; - Альберто Сильвани (с 8 мая 2007 года — по настоящее время). |  |

## Статистика
На конец 2010 года из 81 854 человек, проживающих на территории епархии, католиками являлись 80 114 человек, что соответствует 97,9% от общего числа населения епархии.
| год  | население | население | население | священники | священники        | священники         | священники                           | постоянные диаконы | монахи  | монахи  | приходы |
| год  | католики  | всего     | %         | всего      | белое духовенство | черное духовенство | число католиков на одного священника | постоянные диаконы | мужчины | женщины | приходы |
| ---- | --------- | --------- | --------- | ---------- | ----------------- | ------------------ | ------------------------------------ | ------------------ | ------- | ------- | ------- |
| 1916 | ?         | 99.900    | ?         | 206        | ?                 | ?                  | ?                                    | ?                  | ?       | ?       | 111     |
| 1950 | 113.558   | 113.558   | 100,0     | 162        | 142               | 20                 | 700                                  |                    | 26      | 232     | 112     |
| 1970 | 86.945    | 86.945    | 100,0     | 112        | 103               | 9                  | 776                                  |                    | 9       | 245     | 107     |
| 1980 | 83.300    | 83.800    | 99,4      | 92         | 84                | 8                  | 905                                  |                    | 8       | 102     | 107     |
| 1990 | 80.726    | 81.231    | 99,4      | 82         | 71                | 11                 | 984                                  |                    | 11      | 144     | 94      |
| 1999 | 79.700    | 79.850    | 99,8      | 80         | 68                | 12                 | 996                                  |                    | 15      | 101     | 92      |
| 2000 | 78.550    | 78.700    | 99,8      | 80         | 68                | 12                 | 981                                  |                    | 15      | 96      | 92      |
| 2001 | 78.250    | 79.100    | 98,9      | 76         | 65                | 11                 | 1.029                                |                    | 14      | 91      | 92      |
| 2002 | 81.000    | 81.850    | 99,0      | 71         | 59                | 12                 | 1.140                                |                    | 15      | 91      | 92      |
| 2003 | 80.350    | 82.050    | 97,9      | 67         | 56                | 11                 | 1.199                                |                    | 13      | 93      | 92      |
| 2004 | 81.050    | 82.500    | 98,2      | 64         | 51                | 13                 | 1.266                                |                    | 15      | 109     | 92      |
| 2010 | 80.114    | 81.854    | 97,9      | 66         | 55                | 11                 | 1.213                                | 1                  | 14      | 96      | 88      |